# Bosa
Bosa – miejscowość i gmina we Włoszech, w regionie Sardynia, w prowincji Oristano. Graniczy z Magomadas, Modolo, Montresta, Suni, Padria, Pozzomaggiore i Villanova Monteleone.
Według danych na dzień 31 grudnia 2019 roku gminę zamieszkiwało 7770 osób, około 56,2 os./km².